# Rare (album của Selena Gomez)
Rare là album phòng thu solo thứ ba của ca sĩ người Mỹ Selena Gomez. Nó được phát hành vào ngày 10 tháng 1 năm 2020, thông qua Interscope Records. Là nhà sản xuất điều hành, Gomez đã làm việc với nhiều nhà sản xuất, bao gồm Ian Kirkpatrick, Mike Dean, Jason Evigan, Finneas, Mattman &amp; Robin, Sir Nolan, The Monsters and the Strangerz và David Pramik. Gomez tuyên bố rằng album này là "nhật ký của cô ấy trong vài năm qua". Đây là một bản thu pop và dance, với những ảnh hưởng từ R&B, nhạc pop và nhạc điện tử Latin.
Phiên bản tiêu chuẩn của album có sự hợp tác với 6lack và Kid Cudi. Rare trước khi ra mắt thì đã phát hành đĩa đơn đầu tiên từ album: " Lose You to Love Me" vào ngày 23 tháng 10 năm 2019 và đứng đầu Billboard Hot 100, trở thành đĩa đơn quán quân đầu tiên của Gomez tại Mỹ. "Look at Her Now" đã được phát hành dưới dạng đĩa đơn quảng bá vào ngày hôm sau, đạt vị trí thứ 27 trên Hot 100. Ngày 10 tháng 1 năm 2020, album cùng bài hát chủ đề cũng là đĩa đơn thứ 3 từ album ra mắt và lọt top 30 tại Hoa Kỳ. Phiên bản cao cấp độc quyền khác của Rare bao gồm năm đĩa đơn độc lập của Gomez được phát hành trước album: "Bad Liar", "Fetish" kết hợp với Gucci Mane, "It Ain't Me" với Kygo, "Back to You" và "Wolves" với Marshmello.
Sau khi phát hành, Rare đã nhận được những đánh giá tích cực từ các nhà phê bình âm nhạc, nhiều người đã gọi nó là "album hay nhất cho đến nay" của Gomez, trong khi khen sản xuất của nó, nhưng việc tìm ra bài hát "dễ dàng". Album ra mắt ở vị trí số 1 trên bảng xếp hạng Billboard 200 của Hoa Kỳ, trở thành album số một thứ ba liên tiếp của Gomez tại Hoa Kỳ. Nó cũng ra mắt ở vị trí số một ở nhiều quốc gia, bao gồm Úc, Canada, Na Uy, Mexico, Bỉ, Bồ Đào Nha và Scotland; trong khi lọt vào top ba của nhiều quốc gia khác, bao gồm Vương quốc Anh, Đức, New Zealand, Tây Ban Nha và Ba Lan.

## Bối cảnh
Phát biểu trong một cuộc phỏng vấn vào tháng 11 năm 2019 cho Apple Music về chủ đề album phòng thu sắp phát hành của cô Rare, Gomez thừa nhận rằng đang thu âm các bài hát mới. Cô cũng nói rằng các bài hát trong danh sách nhạc đã phối hợp tốt với nhau, sau khi sắp xếp chúng theo thứ tự.
Gomez xuất hiện trên chương trình radio On Air với Ryan Seacrest và nói với Seacrest rằng cô ấy có "một triệu ý tưởng và nó sẽ trở nên mát mẻ hơn và nó sẽ mạnh mẽ hơn và sẽ tốt hơn."  Sau đó, cô nói với Jimmy Fallon trên The Tonight Show rằng album sẽ có "cảm giác pop mạnh mẽ", và cô đã thử nghiệm với guitar điện. Cô ấy cũng nói với Fallon rằng cô ấy đã mất "bốn năm nay để thậm chí cảm thấy ở một nơi tốt với album này." 

## Âm nhạc
Rare chủ yếu là một bản nhạc pop  và nhạc dance, thí nghiệm với nhiều thể loại, chẳng hạn như R&B, nhạc điện tử,  funk-pop, reggaeton, alternative rock,.  Các chủ đề chính là "tình yêu, mất mát và hẹn hò". Bản thân Gomez tuyên bố rằng album là "trung thực, trao quyền và nâng cao tinh thần" , trong khi thông điệp chính của nó là "tự yêu thương, chấp nhận và trao quyền". Cô cũng nói thêm rằng các bài hát trên Rare là "âm nhạc trung thực nhất tôi từng tạo ra".
Phiên bản tiêu chuẩn của album chứa 13 bài hát.

## Quảng bá
Album lần đầu tiên được công bố và đặt tên trên tài khoản Instagram của Gomez, nơi cô tiết lộ ảnh bìa và bao gồm một đoạn của ca khúc chủ đề.
Phiên bản tiêu chuẩn của album phòng thu đã được quảng bá và trước khi phát hành "Lose You to Love Me" phát hành ngày 23 tháng 10 năm 2019 và "Look at Her Now" vào ngày 24 tháng 10 năm 2019. Vào ngày 24 tháng 11 năm 2019, Gomez đã biểu diễn "Lose You to Love Me" và "Look at Her Now" tại American Music Awards 2019 để quảng bá album. Cô cũng xuất hiện trên chương trình The Tonight Show Starring Jimmy Fallon để nói về việc phát hành Rare.
Ngoài ra, "Dance Again" đã được lên kế hoạch sử dụng để quảng bá cho chương trình Giải đấu NCAA năm 2020 của CBS Sports và Turner Sports. Tuy nhiên, bài hát không bao giờ được sử dụng, vì tourney đã bị hủy vì lo ngại về sự bùng phát đại dịch COVID-19.

## Đánh giá
| Đánh giá chuyên môn  | Đánh giá chuyên môn |
| Điểm trung bình      | Điểm trung bình     |
| Nguồn                | Đánh giá            |
| -------------------- | ------------------- |
| Metacritic           | 76/100              |
| Nguồn đánh giá       |                     |
| Nguồn                | Đánh giá            |
| AllMusic             | [ 20 ]              |
| Entertainment Weekly | B+                  |
| The Independent      | [ 22 ]              |
| NME                  | [ 23 ]              |
| Pitchfork            | 6.8/10              |
| Rolling Stone        | [ 25 ]              |
| Slant Magazine       | [ 26 ]              |

Rare nhận được đánh giá tích cực từ các nhà phê bình âm nhạc, nhiều nhà phê bình coi đây là album hay nhất trong sự nghiệp của Gomez cho đến nay. Tại Metacritic, một trang mạng tổng hợp điểm đánh giá trung bình của các nhà phê bình với thang điểm 100, album nhận được số điểm là 76 dựa trên 12 đánh giá, đồng nghĩa với mức đánh giá tích cực.

## Thương mại
Album ra mắt tại hạng 1 tại Mỹ trên Billboard 200, trở thành album số một tại Hoa Kỳ thứ ba của Gomez và album đầu tiên được phát hành trong thập niên 2020 để đứng đầu bảng xếp hạng. Nó đã tiêu thụ được 112.000 đơn vị tương đương album, bao gồm 53.000 doanh số album thuần túy. Rare trở thành album quán quân bảng xếp hạng thứ ba liên tiếp của cô. Ở Úc, album đã ra mắt ở vị trí số một trên Bảng xếp hạng album ARIA trở thành album số một đầu tiên của Gomez ở nước này. Album này cũng trở thành album số một đầu tiên của cô tại các quốc gia Argentina, Bỉ, Litva, Đài Loan và Scotland. Tại Vương quốc Anh, album đã ra mắt ở vị trí thứ hai sau Divineely Uninspired to Hellish Extent của Lewis Capaldi, trở thành album đỉnh cao đầu tiên và cao nhất của cô ở nước này. Album đã bán được 286.100 bản tại Mỹ kể từ khi phát hành, bao gồm 75.279 doanh số thuần túy.

## Danh sách bài hát
| Rare – Phiên bản tiêu chuẩn | Rare – Phiên bản tiêu chuẩn          | Rare – Phiên bản tiêu chuẩn                                                  | Rare – Phiên bản tiêu chuẩn                                                  | Rare – Phiên bản tiêu chuẩn |
| STT                         | Nhan đề                              | Sáng tác                                                                     | Sản xuất                                                                     | Thời lượng                  |
| --------------------------- | ------------------------------------ | ---------------------------------------------------------------------------- | ---------------------------------------------------------------------------- | --------------------------- |
| 1.                          | "Rare"                               | Selena Gomez Nolan Lambroza Madison Love Brett McLaughlin Simon Rosen        | Sir Nolan [a] Simon Says [a]                                                 | 3:40                        |
| 2.                          | "Dance Again"                        | Gomez Justin Tranter Mattias Larsson Robin Fredriksson Caroline Ailin        | Mattman & Robin [a] Bart Schoudel [b]                                        | 2:50                        |
| 3.                          | "Look at Her Now"                    | Gomez Tranter Ian Kirkpatrick Julia Michaels                                 | Kirkpatrick [a] Schoudel [b]                                                 | 2:42                        |
| 4.                          | "Lose You to Love Me"                | Gomez Tranter Larsson Fredriksson Michaels                                   | Mattman & Robin [a] Schoudel [b] Finneas [c]                                 | 3:26                        |
| 5.                          | "Ring"                               | Gomez Lambroza Sean Douglas Julie Frost Breyan Isaac David Ciente            | Schoudel [b] Sir Nolan [b] [d] Johan Lenox [c] Simon Says [c] Douglas [d]    | 2:28                        |
| 6.                          | "Vulnerable"                         | Gomez Amy Allen Jonathan Bellion Jordan Johnson Stefan Johnson               | The Monsters & Strangerz Bellion Schoudel [b] Gian Stone [e]                 | 3:12                        |
| 7.                          | "People You Know"                    | Gomez Mathieu Jomphe-Lepine Alex Hope Steph Jones Lil Aaron Jason Evigan     | Evigan Schoudel [b] Billboard [d] Hope [d]                                   | 3:14                        |
| 8.                          | "Let Me Get Me"                      | Gomez Tranter Larsson Fredriksson Ailin                                      | Mattman & Robin [a] Schoudel [b]                                             | 3:09                        |
| 9.                          | "Crowded Room" (hợp tác với 6lack)   | Gomez Lambroza Bebe Rexha Simon Wilcox Ricardo Valentine                     | Sir Nolan [a] Simon Says [a] Benjamin Rice [b]                               | 3:06                        |
| 10.                         | "Kinda Crazy"                        | Gomez Tranter Rami Yacoub Jasmine Thompson Albin Nedler Kristoffer Fogelmark | Nedler Fogelmark Yacoub Rice [b] Schoudel [b]                                | 3:32                        |
| 11.                         | "Fun"                                | Gomez Michaels Scott Harris Raul Cubina Mark Williams                        | Ojivolta Schoudel [b]                                                        | 3:09                        |
| 12.                         | "Cut You Off"                        | Gomez David Pramik Liza Owen Chloe Angelides                                 | Pramik Rice [b]                                                              | 3:02                        |
| 13.                         | "A Sweeter Place" (hợp tác Kid Cudi) | Gomez Kid Cudi Love Uzoechi Emenike Kirkpatrick                              | Cudi Mike Dean [d] Patrick Reynolds [d] Oladipo Omishore [d] Kirkpatrick [d] | 4:23                        |
| Tổng thời lượng:            | Tổng thời lượng:                     | Tổng thời lượng:                                                             | Tổng thời lượng:                                                             | 41:53                       |

| Rare – Phiên bản Target và Phiên bản độc quyền tại Nhật Bản | Rare – Phiên bản Target và Phiên bản độc quyền tại Nhật Bản | Rare – Phiên bản Target và Phiên bản độc quyền tại Nhật Bản                                                | Rare – Phiên bản Target và Phiên bản độc quyền tại Nhật Bản | Rare – Phiên bản Target và Phiên bản độc quyền tại Nhật Bản |
| STT                                                         | Nhan đề                                                     | Sáng tác                                                                                                   | Sản xuất                                                    | Thời lượng                                                  |
| ----------------------------------------------------------- | ----------------------------------------------------------- | --- | ----------------------------------------------------------- | ----------------------------------------------------------- |
| 14.                                                         | "Bad Liar"                                                  | Gomez Michaels Tranter Kirkpatrick Christopher Frantz Tina Weymouth David Byrne                            | Kirkpatrick Rice [b]                                        | 3:34                                                        |
| 15.                                                         | "Fetish" (hợp tác với Gucci Mane)                           | Gomez Radric Delantic Davis Alex Schwartz Joe Khajadourian Jonas Jeberg Angelides McLaughlin Gino Barletta | Jeberg The Futuristics                                      | 3:06                                                        |
| 16.                                                         | "It Ain't Me" (với Kygo)                                    | Gomez Kygo Brian Lee Ali Tamposi Andrew Watt                                                               | Kygo Watt [a]                                               | 3:40                                                        |
| 17.                                                         | "Back to You"                                               | Gomez Parrish Warrington Diederik Van Elsas Allen Micah Premnath                                           | Kirkpatrick Trackside Rice [b]                              | 3:30                                                        |
| 18.                                                         | "Wolves" (với Marshmello)                                   | Gomez Marshmello Tamposi Watt Lee Louis Bell                                                               | Marshmello Watt                                             | 3:17                                                        |
| Tổng thời lượng:                                            | Tổng thời lượng:                                            | Tổng thời lượng:                                                                                           | Tổng thời lượng:                                            | 59:00                                                       |

| Rare – Phiên bản đĩa than và Phiên bản bổ sung trên các nền tảng kỹ thuật số & streaming | Rare – Phiên bản đĩa than và Phiên bản bổ sung trên các nền tảng kỹ thuật số & streaming | Rare – Phiên bản đĩa than và Phiên bản bổ sung trên các nền tảng kỹ thuật số & streaming         | Rare – Phiên bản đĩa than và Phiên bản bổ sung trên các nền tảng kỹ thuật số & streaming | Rare – Phiên bản đĩa than và Phiên bản bổ sung trên các nền tảng kỹ thuật số & streaming |
| STT                                                                                      | Nhan đề                                                                                  | Sáng tác                                                                                         | Sản xuất                                                                                 | Thời lượng                                                                               |
| ---------------------------------------------------------------------------------------- | ---------------------------------------------------------------------------------------- | ------------------------------------------------------------------------------------------------ | ---------------------------------------------------------------------------------------- | ---------------------------------------------------------------------------------------- |
| 14.                                                                                      | "Feel Me"                                                                                | Gomez Lisa Scinta Phil Shaouy Jonathan Mills Kurtis McKenzie Ammar Malik Jacob Kasher Ross Golan | Phil Phever McKenzie J Mills                                                             | 3:46                                                                                     |
| Tổng thời lượng:                                                                         | Tổng thời lượng:                                                                         | Tổng thời lượng:                                                                                 | Tổng thời lượng:                                                                         | 45:38                                                                                    |

| Rare – Phiên bản cao cấp | Rare – Phiên bản cao cấp               | Rare – Phiên bản cao cấp                              | Rare – Phiên bản cao cấp                                                  | Rare – Phiên bản cao cấp |
| STT                      | Nhan đề                                | Sáng tác                                              | Producer(s)                                                               | Thời lượng               |
| ------------------------ | -------------------------------------- | ----------------------------------------------------- | ------------------------------------------------------------------------- | ------------------------ |
| 1.                       | "Boyfriend"                            | Gomez Michaels Tranter Jon Wienner Sam Homaee         | The Roommates [a] Schoudel [b]                                            | 2:41                     |
| 2.                       | "Lose You to Love Me"                  | Gomez Michaels Tranter Larsson Fredriksson            | Mattman & Robin [a] Schoudel [b] Finneas [c]                              | 3:26                     |
| 3.                       | "Rare"                                 | Gomez Love McLaughlin Lambroza Rosen                  | Sir Nolan [a] Simon Says [a]                                              | 3:40                     |
| 4.                       | "Souvenir"                             | Gomez Kirkpatrick Love Douglas                        | Kirkpatrick [a] Rice [b]                                                  | 2:41                     |
| 5.                       | "Look at Her Now"                      | Gomez Michaels Tranter Kirkpatrick                    | Kirkpatrick [a] Schoudel [b]                                              | 2:42                     |
| 6.                       | "She"                                  | Gomez Tranter Wienner Homaee Emenike                  | The Roommates [a]                                                         | 2:52                     |
| 7.                       | "Crowded Room" (featuring 6lack)       | Gomez Lambroza Rexha Wilcox Valentine                 | Sir Nolan [a] Simon Says [a] Benjamin Rice [b]                            | 3:06                     |
| 8.                       | "Vulnerable"                           | Gomez Allen Bellion J. Johnson S. Johnson             | The Monsters & Strangerz Bellion Schoudel [b] Gian Stone [e]              | 3:12                     |
| 9.                       | "Dance Again"                          | Gomez Tranter Larsson Fredriksson Ailin               | Mattman & Robin [a] Schoudel [b]                                          | 2:50                     |
| 10.                      | "Ring"                                 | Gomez Lambroza Douglas Frost Isaac Ciente             | Schoudel [b] Sir Nolan [b] [d] Johan Lenox [c] Simon Says [c] Douglas [d] | 2:28                     |
| 11.                      | "A Sweeter Place" (featuring Kid Cudi) | Gomez Cudi Love Emenike Kirkpatrick                   | Cudi Dean [d] Reynolds [d] Omishore [d] Kirkpatrick [d]                   | 4:23                     |
| 12.                      | "People You Know"                      | Gomez Jomphe-Lepine Hope Jones Aaron Evigan           | Evigan Schoudel [b] Billboard [d] Hope [d]                                | 3:14                     |
| 13.                      | "Cut You Off"                          | Gomez Pramik Owen Angelides                           | Pramik Rice [b]                                                           | 3:02                     |
| 14.                      | "Let Me Get Me"                        | Gomez Tranter Larsson Fredriksson Ailin               | Mattman & Robin [a] Schoudel [b]                                          | 3:09                     |
| 15.                      | "Kinda Crazy"                          | Gomez Tranter Yacoub Thompson Nedler Fogelmark        | Nedler Fogelmark Yacoub Rice [b] Schoudel [b]                             | 3:32                     |
| 16.                      | "Fun"                                  | Gomez Michaels Harris Cubina Williams                 | Ojivolta Schoudel [b]                                                     | 3:09                     |
| 17.                      | "Feel Me"                              | Gomez Scinta Shaouy Mills McKenzie Malik Kasher Golan | Phever McKenzie J Mills                                                   | 3:46                     |
| Tổng thời lượng:         | Tổng thời lượng:                       | Tổng thời lượng:                                      | Tổng thời lượng:                                                          | 53:55                    |

| Rare – Phiên bản DVD đặc biệt Nhật Bản | Rare – Phiên bản DVD đặc biệt Nhật Bản    | Rare – Phiên bản DVD đặc biệt Nhật Bản | Rare – Phiên bản DVD đặc biệt Nhật Bản |
| STT                                    | Nhan đề                                   | Director(s)                            | Thời lượng                             |
| -------------------------------------- | ----------------------------------------- | -------------------------------------- | -------------------------------------- |
| 1.                                     | "Lose You to Love Me" (video âm nhạc)     | Sophie Muller                          | 3:26                                   |
| 2.                                     | "Lose You to Love Me" (behind the scenes) |                                        | 3:08                                   |
| 3.                                     | "Look at Her Now" (video âm nhạc)         | Muller                                 | 2:44                                   |
| 4.                                     | "Look at Her Now" (behind the scenes)     |                                        | 3:07                                   |
| Tổng thời lượng:                       | Tổng thời lượng:                          | Tổng thời lượng:                       | 12:25                                  |

## Sản xuất

### Địa điểm thu âm
- Edgewater, New Jersey – Sterling Sound
- Encino, California – Home Away From Home Studios, Hydde Studios
- Jonstorp, Sweden – The Calm Studio
- Los Angeles – Chalice Recording Studios, MXM Studios, Westlake Recording Studios, EastWest Studios, The Gift Shop
- Las Vegas – The Palms
- Newport, California – Costa Mesa Recording Studios
- North Hollywood, California – Larrabee Studios, Mirrorball Studios
- Pasadena, California – Becker Mastering
- Santa Monica, California – Interscope Studios, No Excuses Studios
- Stockholm – House Mouse Studios
- Tarzana, California – Chumba Meadows
- Virginia Beach, Virginia – MixStar Studios

### Giọng hát
- Selena Gomez – lead vocals (all tracks), backing vocals (1)
- 6lack – featured vocals (9)
- Kid Cudi – featured vocals, backing vocals (13)
- Caroline Ailin – backing vocals (2, 8)
- Amy Allen – backing vocals (6)
- Chloe Angelides – backing vocals (12)
- Jon Bellion – backing vocals (6)
- Jason Evigan – backing vocals (7)
- Steph Jones – backing vocals (7)
- Ian Kirkpatrick – backing vocals (13)
- Madison Love – backing vocals (13)
- Mattman & Robin – backing vocals, choir vocals (4)
- MNEK – backing vocals (13)
- Julia Michaels – backing vocals (3, 4, 11), choir vocals (4)
- Liza Owen – backing vocals (12)
- Henry Oyekanmi – backing vocals (5)
- David Pramik – backing vocals (12)
- Avena Savage – backing vocals (12)
- Jasmine Thompson – backing vocals (10)
- Justin Tranter – backing vocals, choir vocals (4)
- Mark Williams – backing vocals (11)

### Nhạc cụ
- Jon Bellion – instrumentation (6)
- Billboard – instrumentation (7)
- Carl Bodell – trumpet (10)
- David Bukovinszky – cello (4)
- Mattais Bylund – string synthesizer, string arrangement, string editing, string recording (4)
- Kid Cudi – instrumentation (13)
- Mike Dean – instrumentation (13)
- Jason Evigan – instrumentation (7)
- Jake Faun – instrumentation (1), guitar (5)
- Finneas – percussion, synths, strings, bass guitar (4)
- Kristoffer Fogelmark – keyboards, drums, instrumentation, guitar, bass (10)
- Alex Hope – instrumentation (7)
- Mattais Johansson – violin (4)
- Ian Kirkpatrick – instrumentation (3, 13)
- Johan Lenox – string composition, string arrangement (5)
- Mattman & Robin – drums (2, 8), guitar (2), percussion, bass (2, 4, 8), piano, synths (2, 4), 808, organ, strings (4), keyboards, claps, harp (8)
- Albin Nedler – keyboards, drums, instrumentation, guitar (10)
- Sir Nolan – instrumentation (1, 9), percussion (5)
- Oladipo Omishore – instrumentation (13)
- Henry Oyekanmi – percussion (5)
- David Pramik – instrumentation, Fender Stratocaster, Gibson Les Paul (12)
- Patrick Reynolds – instrumentation (13)
- Simon Says – instrumentation (1)
- The Monsters and the Strangerz – instrumentation (6)
- Mark Williams – instrumentation (11)
- Rami Yacoub – keyboards, drums, instrumentation (10)

### Sản xuất
- Selena Gomez – executive production
- Jon Bellion – production (6)
- Kid Cudi – production (13)
- Sean Douglas – production (5)
- Jason Evigan – production (7)
- Kristoffer Fogelmark – production (10)
- Ian Kirkpatrick – production, vocal production (3), co-production (13)
- Mattman & Robin – production, vocal production (2, 4, 8)
- Albin Nedler – production (10)
- Sir Nolan – production, vocal production (1, 5, 9)
- Ojivolta – production (11)
- David Pramik – production (12)
- Simon Says – production, vocal production (1), additional production (5)
- The Monsters and the Strangerz – production (6)
- Rami Yacoub – production (10)
- Finneas – additional production (4)
- Johan Lenox – additional production (5)
- Billboard – co-production (7)
- Mike Dean  – co-production (13)
- Alex Hope – co-production (7)
- Oladipo Omishore – co-production (13)
- Patrick Reynolds – co-production (13)
- Benjamin Rice – vocal production (9-10, 12)
- Bart Schoudel – vocal production (2-4, 6-8, 10-11)
- Gian Stone – additional vocal production (6)

### Kỹ thuật
- Cory Bice – engineering (2, 8)
- Raul Cubina – engineering, programming (11)
- Ryan Dulude – engineering (8), assistant engineering (4)
- Rafael "Come2Brazil" Fadul – engineering (7)
- John Hanes – engineering (2, 6, 8), mix engineering (4)
- Sam Holland – engineering (8)
- Stefan Johnson – engineering (6)
- Ian Kirkpatrick – engineering (3, 13)
- Jeremy Lertola – engineering (2, 8)
- Mattman & Robin – engineering (4), programming (2, 4, 8)
- Sir Nolan – engineering (1, 5, 9), programming (5)
- David Pramik – engineering (12)
- Benjamin Rice – engineering (1, 9-10, 12)
- Simon Says – engineering (1)
- Bart Schoudel – engineering (1-8, 10-11, 13)
- William J. Sullivan – engineering (13)
- Mark Williams – engineering, programming (11)
- Bo Bodnar – assistant engineering (13)
- Andrew Boyd – assistant engineering (3, 6, 8, 10-11, 13)
- Kevin Brunhober – assistant engineering (2, 5, 7-8, 11, 13)
- Lionel Crasta – assistant engineering (7)
- Gavin Finn – assistant engineering (4)
- Chris Kahn – assistant engineering (13)
- Sedrick Moore II – assistant engineering (3, 12)
- Mick Raskin – assistant engineering (2, 7, 10)
- Jeremy Tomlinson – assistant engineering (5)
- Finneas – programming (4)
- Kristoffer Fogelmark – programming (10)
- Albin Nedler – programming (10)
- Rami Yacoub – programming (10)
- Ben Dotson – post production vocal and sound editing (11)
- Jon Castelli – mixing (11)
- Serban Ghenea – mixing (2, 4, 6, 8)
- Manny Marroquin – mixing (3, 9)
- Tony Maserati – mixing (1, 5, 7, 10, 12-13)
- Miles Comaskey – mix engineering (1), assistant mix engineering (10, 12)
- Josh Deguzman – mix engineering (11)
- Chris Galland – mix engineering (3)
- Scott Desmarais – assistant mix engineering (3)
- Robin Florent – assistant mix engineering (3)
- Jeremie Inhaber – assistant mix engineering (3)
- Najeeb Jones – assistant mix engineering (5, 7)
- David Kim – assistant mix engineering (9, 13)
- Dale Becker – mastering (11)
- Chris Gehringer – mastering (1-10, 12-13)
- Will Quinnell – mastering (2-10, 12-13)

### Thiết kế
- Petra Collins - nhiếp ảnh
- Max Angles - thiết kế
- Dina Hovsepian - hướng nghệ thuật

## Xếp hạng
| Bảng xếp hạng (2020)                     | Vị trí cao nhất |
| ---------------------------------------- | --------------- |
| Argentine Albums (CAPIF)                 | 1               |
| Australian Albums (ARIA)                 | 1               |
| Album Áo (Ö3 Austria)                    | 3               |
| Album Bỉ (Ultratop Vlaanderen)           | 1               |
| Album Bỉ (Ultratop Wallonie)             | 3               |
| Album Canada (Billboard)                 | 1               |
| Album Cộng hòa Séc (ČNS IFPI)            | 2               |
| Album Đan Mạch (Hitlisten)               | 5               |
| Album Hà Lan (Album Top 100)             | 2               |
| Estonian Albums (Eesti Ekspress)         | 1               |
| Album Phần Lan (Suomen virallinen lista) | 5               |
| French Albums (SNEP)                     | 6               |
| Album Đức (Offizielle Top 100)           | 3               |
| Greek Albums (IFPI)                      | 3               |
| Album Hungaria (MAHASZ)                  | 28              |
| Album Ireland (OCC)                      | 4               |
| Italian Albums (FIMI)                    | 6               |
| Japan Hot Albums (Billboard Japan)       | 30              |
| Album Nhật Bản (Oricon)                  | 20              |
| Lithuanian Albums (AGATA)                | 1               |
| Mexican Albums (AMPROFON)                | 1               |
| New Zealand Albums (RMNZ)                | 2               |
| Album Na Uy (VG-lista)                   | 1               |
| Album Ba Lan (ZPAV)                      | 3               |
| Album Bồ Đào Nha (AFP)                   | 1               |
| Album Scotland (OCC)                     | 1               |
| Slovak Albums (ČNS IFPI)                 | 2               |
| Spanish Albums (PROMUSICAE)              | 3               |
| Swedish Albums (Sverigetopplistan)       | 7               |
| Album Thụy Sĩ (Schweizer Hitparade)      | 3               |
| Album Anh Quốc (OCC)                     | 2               |
| US Billboard 200                         | 1               |
| US Rolling Stone Top 200                 | 1               |

## Lịch sử phát hành
| Khu vực        | Ngày                     | Phiên bản       | định dạng                     | Nhãn       | Ref.          |
| -------------- | ------------------------ | --------------- | ----------------------------- | ---------- | ------------- |
| Nhiều quốc gia | Ngày 10 tháng 1 năm 2020 | Standard deluxe | CD digital download streaming | Interscope | [ 68 ] [ 69 ] |
| Nhiều quốc gia | Ngày 21 tháng 2 năm 2020 | Bonus track     | Vinyl                         | Interscope | [ 70 ]        |
| Nhiều quốc gia | Ngày 28 tháng 2 năm 2020 | Bonus track     | Digital download streaming    | Interscope |               |